# Hormiga Negra

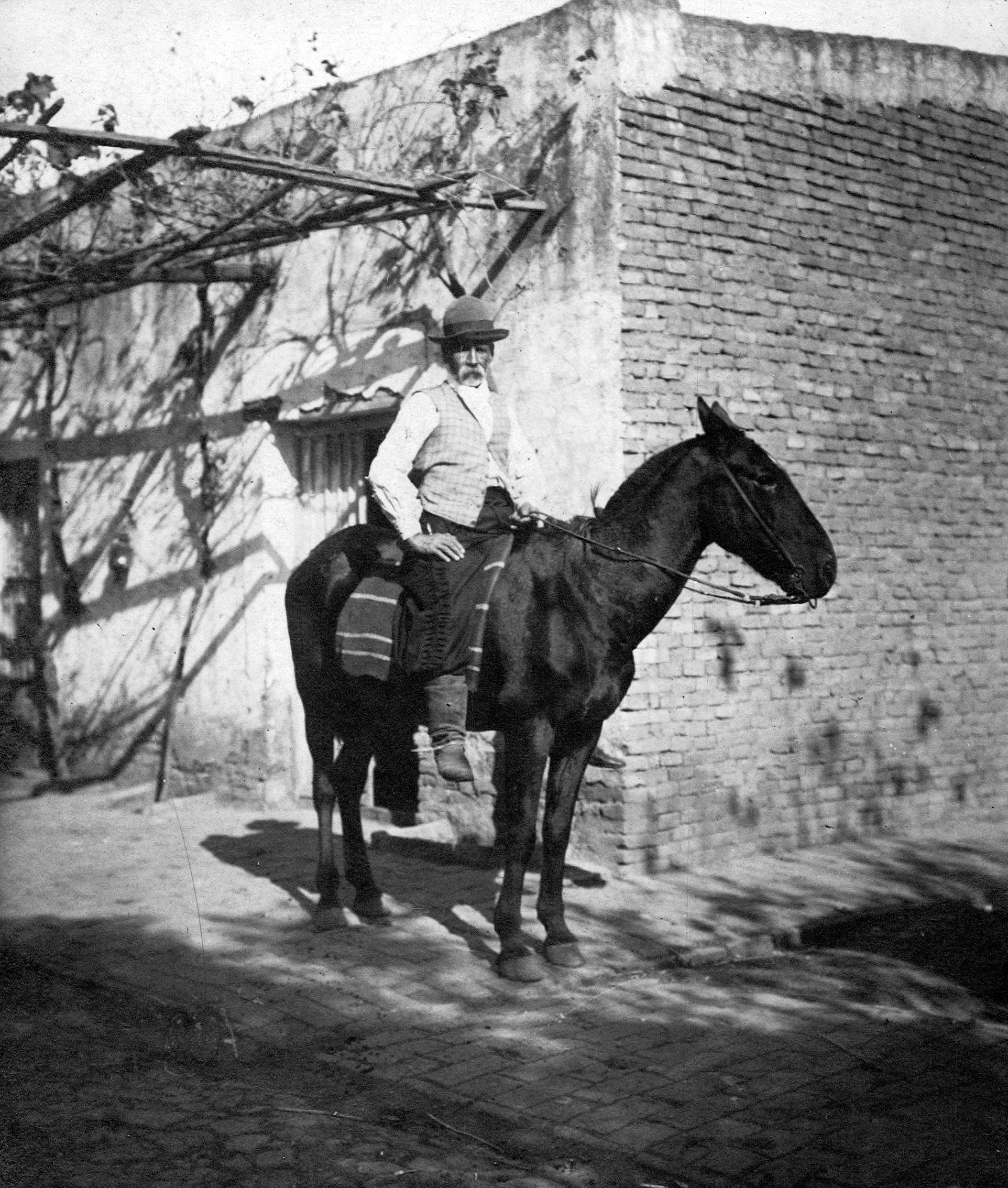
Guillermo Hoyos en 1912.

Guillermo Hoyo, más conocido como «Hormiga Negra» (ca. 1837-San Nicolás, 1 de enero de 1918), fue un gaucho argentino, procedente de la ciudad de San Nicolás de los Arroyos, quien fue inspiración en la literatura argentina para la novela que lleva su apodo del autor Eduardo Gutiérrez.

## Biografía
Nacido en 1837, hijo de Leonardo Hoyos y Rosa Sejas, "Hormiga Negra" fue conocido por representar al típico gaucho bravo o pendenciero, figura común de la época, que frecuentaba un antiguo y famoso boliche de campo, "La Bola de Oro". Su apodo fue heredado de su padre, quien era de baja estatura y rubio pero que "cuando sacaba el facón", lo hacía "picar pior que hormiga". Gutiérrez, en su obra, lo retrata de la siguiente manera: 

"... es un ser pequeño, delgado, de nariz aguda y de mirada más aguda aún."

Formó parte del combate armado en las batallas históricas de Cepeda y Pavón, y su figura formó parte de varias historias con características peculiares, lo que dio el empuje necesario para inspirar al autor Eduardo Gutiérrez.

## Novela
La novela Hormiga Negra, del autor argentino Eduardo Gutiérrez, cuenta las aventuras y correrías del gaucho de las pampas bonaerenses en 23 capítulos, a modo casi biográfico. El libro comienza presentando al personaje principal cumpliendo su condena en la cárcel y se desarrolla en torno a la vida del mismo, con aventuras que tocan de cerca episodios de la historia argentina, convirtiéndose en un relato prácticamente de tintes históricos.

## Encarcelamiento
Hoyo resultó acusado y condenado a ocho años de prisión por el asesinato de la almacenera Lina Penza de Marzo, cometido el 14 de septiembre de 1902. El juez que dictó la sentencia fue un joven Ramón S. Castillo, quien varios años después sería Presidente de
la Nación (1942-1943) durante la llamada Década Infame, y que por ese entonces era titular del Juzgado del Crimen N.º 1 de San Nicolás de los Arroyos. Años después de la condena, un hombre llamado Martín Díaz, quien era el verdadero asesino, fue arrestado por otro crimen y confesó haber cometido el asesinato de Penza, poniendo en evidencia el error judicial, razón por la cual Hoyo fue liberado. Luego de esto, Hoyo continúo viviendo en San Nicolás de los Arroyos, donde falleció en 1918.